# Acción militar de Calderilla
La acción militar de Calderilla, fue un enfrentamiento de escala menor iniciado por el Reino de España en el marco de la Guerra hispano-sudamericana. Con el objetivo infructuoso de capturar una embarcación chilena y así disminuir su capacidad bélica.

## Contexto
Los españoles descubrieron que en el puerto de Calderilla se encontraba un buque chileno, más concretamente un vapor, por lo que se le encomendó a un contingente de infantes el apresarlo con el fin de poder debilitar el esfuerzo bélico chileno en la contienda que se estaba dando. 

## El enfrentamiento
Poco antes de las tres de la tarde del 27 de diciembre, una lancha a vapor perteneciente a la Numancia y otras a remo de la Berenguela partieron sigilosamente a Caldera para cumplir con su misión. Al llegar, empezaron a sacar el vapor chileno a remolque, mas en medio de la acción, fueron descubiertos por la compañía chilena 4° de línea, lo que hizo comenzar un tiroteo entre los cañones de las lanchas españolas y los fusiles de los soldados chilenos. Tras esto, las lanchas fugarían del puerto dejando al buque que remolcaban varado. 
Entre tanto, nuevamente mandaron desde los buques antes mencionados, más lanchas. Además de que esta vez la Berenguela encendió sus calderos y partió al lugar del combate. Las lanchas tiraron bombas y el buque disparó contra las posiciones chilenas, que habían sido reforzadas con piezas artillería, las cuáles también dispararon contra los españoles. Se sabe sin embargo que ultimadamente tanto el buque como las lanchas se marcharon del teatro de combate cuando llegó la Numancia, quien los obligó a retirarse. Finalmente los chilenos contabilizaron baja ninguna para su lado, mas si comentaron que aparentemente tres españoles del bando contrario habían perecido. 